# Cyornis oscillans
A Cyornis oscillans a madarak (Aves) osztályának verébalakúak (Passeriformes) rendjébe, ezen belül a légykapófélék (Muscicapidae) családjába tartozó faj.

## Rendszerezése
A fajt Ernst Hartert német ornitológus írta le 1897-ben, a Microeca nembe Microeca oscillans néven. Besorolása vitatott egyes szervezetek a Rhinomyias nembe sorolják Rhinomyias oscillans néven, de sorolták  az Eumyias nemben Eumyias oscillans néven is.

## Előfordulása
Délkelet-Ázsiában, Indonéziához tartozó Kis-Szunda-szigetek területén honos. Természetes élőhelyei a szubtrópusi vagy trópusi hegyi esőerdők, valamint másodlagos erdők. Állandó, nem vonuló faj.

## Megjelenése
Testhossza 15 centiméter.

## Életmódja
Valószínűleg gerinctelenekkel táplálkozik, de bogyókat is fogyaszt.

## Természetvédelmi helyzete
Az elterjedési területe kicsi, egyedszáma pedig csökken, de még nem éri el a kritikus szintet. A Természetvédelmi Világszövetség Vörös listáján nem fenyegetett fajként szerepel.